# Жорж Сьора
Жорж Сьора (на френски: Georges Pierre Seurat) е френски художник и теоретик, разработил и създал поантилизма, което го нарежда (заедно с Пол Синяк) сред основателите на неоимпресионизма.

## Биография
Роден е на 2 декември 1859 г. в сравнително заможно семейство в Париж. Учи в Академията за изящни изкуства (École des Beaux-Arts) през 1878 и 1879 г. Служи 1 година във Военната академия в Брест. Завръща се в Париж през 1880 г.
След като картините му са отхвърлени от прочутия Парижки салон, той се дистанцира от официални изложби и основава „Салон на независимите творци“ (Salon des Indépendants). В последните години от живота си се уединява в отдалечено студио, където живее със свой модел Маделин Кноблох (Madeleine Knobloch). Тя е изобразена на картината "Млада дама, която се пудри". На 16 февруари 1890 г. се ражда техният син Пиер-Жорж.
Сьора рисува най-известната от всичките си картини „Неделен следобед на остров Гран Жат“ в продължение на 2 години. Умира само на 31 години. Причината за смъртта му остава неизяснена. Различните версии са инфекциозна ангина, менингит, дифтерит или пневмония, като най-вероятната е дифтерит. По това време той се опитва да завърши последната си картина "Циркът", но тя остава недовършена. Синът му умира две седмици след него. По това време Маделин Кноблох е бременна, но детето умира при раждането. 

## Творчески методи и произведения
В търсене на своя стил на рисуване той създава поантилизма - метод, при който цветовете и оттенъците се предават с помощта на отделни цветни точки. При разглеждане на картината от разстояние цветовете се сливат в един общ цвят. При работа от натура, той рисува върху малки дъсчици, при което твърдата, неподдаваща се на натиска на четката повърхност, за разлика от огъващата се, вибрираща повърхност на опънатото платно, подчертава посоката на всяка една черта. След това на базата на етюдите и ескизите той създава голямата картина на спокойствие в ателието си. 

## Галерия
- Предградия, 1882–83
- Работници, 1883
- Къпане в Аниер, 1884
- Неделен следобед на остров Гран Жат, 1884–85
- Етюд от Неделен следобед на остров Гран Жат, 1884–85
- Модели, 1886–1888
- Айфеловата кула, 1889
- Сена от остров Гран Жат, 1888
- Кан-кан, 1889–90
- Детайл от Цирков парад, 1889
- Млада дама, която се пудри, 1888–90
- Циркът, 1891